# Rani Mundiasti

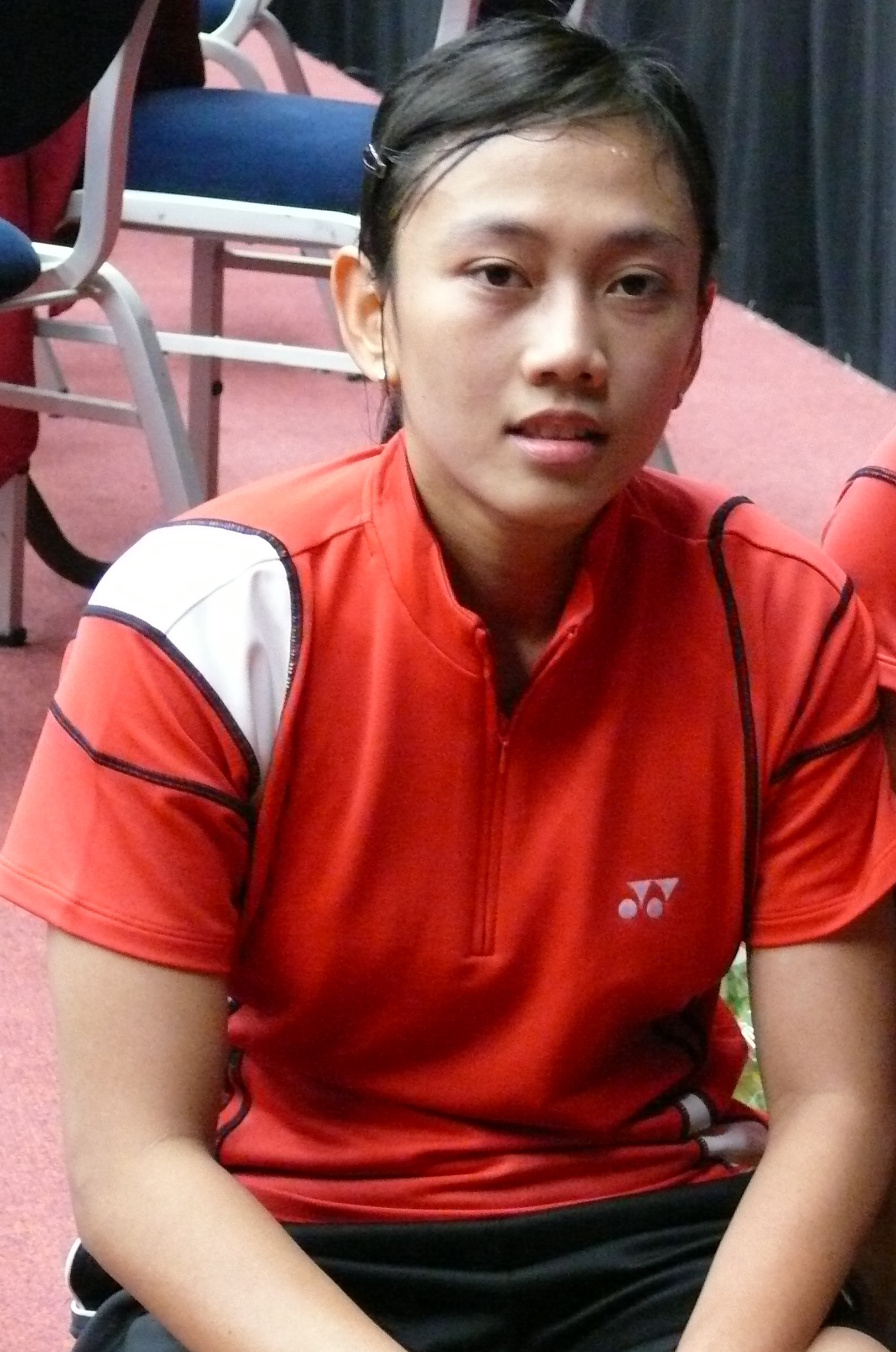
Rani Mundiasti, 2006

Rani Mundiasti (* 4. Oktober 1984 in Jakarta) ist eine indonesische Badmintonspielerin.

## Karriere
Rani Mundiasti gewann die Damendoppel-Wertung bei den Dutch Open 2006 zusammen mit Endang Nursugianti. Bei der Denmark Super Series 2008 stand sie mit Jo Novita im Finale, verlor dort jedoch gegen Chin Eei Hui und Wong Pei Tty aus Malaysia. Bei den Chinese Taipei Open sprang ebenfalls Platz zwei heraus. Bei der Badminton-Weltmeisterschaft ein Jahr zuvor stand sie im Achtelfinale. Beim Sudirman Cup 2007 wurde sie Vizeweltmeisterin mit dem indonesischen Team.

## Erfolge
| Saison | Veranstaltung           | Disziplin   | Platz | Name                                |
| ------ | ----------------------- | ----------- | ----- | ----------------------------------- |
| 2004   | Indonesia International | Damendoppel | 1     | Apriliana Rintan / Rani Mundiasti   |
| 2004   | India International     | Damendoppel | 1     | Apriliana Rintan / Rani Mundiasti   |
| 2006   | Dutch Open              | Damendoppel | 1     | Rani Mundiasti / Endang Nursugianti |
| 2007   | Sudirman Cup            | Team        | 2     | Indonesien                          |
| 2008   | Denmark Super Series    | Damendoppel | 2     | Rani Mundiasti / Jo Novita          |
| 2008   | Chinese Taipei Open     | Damendoppel | 2     | Rani Mundiasti / Jo Novita          |